# Siarnaq (mjesec)
Siarnaq (također Saturn XXIX) je prirodni satelit planeta Saturn. Vanjski nepravilni satelit iz Inuitske grupe s oko 40 kilometara u promjeru i orbitalnim periodom od 895.55 dana.